# Let It Loose
Let It Loose är en kraftigt gospelinspirerad låt skriven av Mick Jagger och Keith Richards och lanserad av The Rolling Stones på dubbelalbumet Exile on Main St. 1972. Det är albumets fjortonde låt och den avslutade skivsida 3. Med sina fem minuter och sjutton sekunder är den också albumets längsta. Låten började spelas in i december 1971, och man arbetade med låten fram till mars 1972. Den spelades in i Villa Nellcôte i Villefranche-sur-Mer, Frankrike. Dr. John medverkar på piano på låten, Bobby Keys på saxofon och Jim Price på trumpet och trombon.
Mick Jagger har sagt i en intervju om Exile on Main St.: "-Jag tror det var Keith som skrev låten. Det är en underlig och svår låt. Jag hade en helt annan text till den, men den försvann i all röra. Jag tror inte att låten har någon egentlig mening. Jag förstod aldrig riktigt vad den handlade om." I samma artikel säger dock Keith Richards att han "aldrig skulle ta Micks minnesbilder av något seriöst.".
Martin Scorsese tog med låten på soundtracket till filmen The Departed år 2006. Låten finns även med i filmen Beyond the Sea om Bobby Darins liv.